# Itália nos Jogos Olímpicos de Verão de 1896
Um competidor da Itália esteve presente Jogos Olímpicos de Verão de 1896.  Ele competiu no Tiro Esportivo.  A Itália foi um dos quatro países participantes que não ganharam medalhas: Suécia, Chile e Bulgária foram os outros.  O competidor da Itália, Rivabella, participou de um evento do programa de Tiro.
Um segundo atleta italiano esteve presente em Atenas. Carlo Airoldi já havia percorrido a maioria do caminho desde Milão, mas foi desclassificado porque havia recebido prêmios em dinheiro no Atletismo, não sendo um atleta amador.

## Resultados por Evento

### Tiro
Tiro nos Jogos Olímpicos de Verão de 1896
Rivabella ficou entre a 14ª e 41ª posição, com uma pontuação menor do que 845 pontos.
| Evento           | Local | Atleta    | Pontuação    | Acertos      |
| ---------------- | ----- | --------- | ------------ | ------------ |
| Carabina militar | –     | Rivabella | Desconhecido | Desconhecido |